# Спартак: Помста
«Спарта́к: По́мста» (англ. Spartacus: Vengeance) — телесеріал кабельного каналу Starz, третій сезон і продовження серіалу «Спартак: Кров та пісок». Прем'єра відбулася 27 січня 2012 року.

## Сюжет
Після кривавої розправи в домі Батіа́та повстання гладіаторів починає вселяти страх в серце Риму. Претор Клавдій Глабра і його римські війська направляються в Ка́пую для знищення зростаючого загону Спартака із звільнених рабів, перш ніж вони зможуть завдати подальшого удару.

## У ролях
- Ліам Макінтайр — Спартак
- Люсі Лоулесс — Лукреція Батіат
- Пітер Менса —  Еномай
- Ману Беннетт — Крікс
- Катріна Ло — Міра
- Віва Бьянка — Ілітія
- Крейг Паркер —  Гай Клавдій Глабра
- Дастін Клер — Ганнік
- Синтія Адда-Робінсон — Невія
- Нік Тараба — Ашур
- Брук Вільямс — Аурелія
- Деніел Фьюрріджел —  Агрон
- Люк Пеглер — Марк
- Том Гоббс — Сеппій
- Ганна Менген Лоуренс — Сеппія

## Список епізодів
| #  | Назва                                          | Режисер           | Сценарист                    | Дата прем'єри   |
| -- | ---------------------------------------------- | ----------------- | ---------------------------- | --------------- |
| 1  | «Fugitivus» (Утікачі)                          | Майкл Герст       | Стівен С. ДеНайт             | 27 січня 2012   |
| 2  | «A Place in This World» ( Місце в цьому світі) | Джессі Уарн       | Брент Флетчер                | 3 лютого 2012   |
| 3  | «The Greater Good» ( Вища благо)               | Брендан Мехер     | Трейсі Белломо               | 10 лютого 2012  |
| 4  | «Empty Hands» ( Порожні руки)                  | Марк Біслі        | Еллісон Міллер               | 17 лютого 2012  |
| 5  | «Libertus» ( Вільний)                          | Рік Джейкобсон    | Аарон Гелбінґ і Тодд Гелбінґ | 24 лютого 2012  |
| 6  | «Chosen Path» ( Обраний шлях)                  | Майкл Герст       | Міша Грін                    | 2 березня 2012  |
| 7  | «Sacramentum» ( Таїнство)                      | Джессі Ворн       | Шимус Кевін Фагей            | 9 березня 2012  |
| 8  | «Balance» ( Баланс)                            | Кріс Мартін-Джонс | Джед Відон                   | 16 березня 2012 |
| 9  | «Monsters» ( Чудовиська)                       | Тіджей Скотт      | Брент Флетчер                | 23 березня 2012 |
| 10 | «Wrath of the Gods» ( Гнів Богів)              | Джесі Ворн        | Стівен С. ДеНайт             | 30 березня 2012 |